# Запис Стаменков дуд (Смиловац)
Запис Стаменков дуд (Смиловац) се налази на парцели чији је власник Томић Милица.

## Локација
| Општина             | Ражањ                                                                       |
| Катастарска општина | Смиловац                                                                    |
| Потес               | Бојиште                                                                     |
| Координате          | 43° 46′ 26″ С; 21° 34′ 22″ И / 43.774000000000001° С; 21.572700000000001° И |
| Надморска висина    | 220m                                                                        |

## Карактеристике
Дендрометријске вредности утврђене на терену и сателитским снимцима:
| Стабло                     | Дуд |
| Висина стабла              | m   |
| Обим дебла                 | m   |
| Пречник крошње             | 5m  |
| Пречник дебла              | m   |
| Висина дебла до прве гране | m   |

## База записа
Запис је у оквиру Викимедија пројекта "Запис - Свето дрво" заведен под редним бројем 0670.